# Lasioptera callicarpae
Lasioptera callicarpae är en tvåvingeart som först beskrevs av Shinji 1938.  Lasioptera callicarpae ingår i släktet Lasioptera och familjen gallmyggor. Inga underarter finns listade i Catalogue of Life.